# Elba (Alabama)
Elba város az USA Alabama államában, Coffee megyében, melynek megyeszékhelye is. Lakosainak száma 3508 fő (2020. április 1.).

## Népesség
A település népességének változása:

| 2010 | 3 940 |
| 2020 | 3 508 |